# Flandria Film
Flandria Film was een kleinschalig filmbedrijf, dat werd opgericht door Clemens De Landtsheer. Als secretaris van het IJzerbedevaartcomité produceerde De Landtsheer verscheidene propagandafilms, waaronder Met Onze Jongens aan den IJzer. Het succes hiervan inspireerde hem tot het opzetten van een eigen productie- en distributiefirma (eigenlijke een eenmansbedrijf) dat onder de titel Vlaamsche Gebeurtenissen eigen nieuwsfilms uitbracht. Het bedrijf werd opgestart in mei 1929 en was vooral actief in de jaren dertig. In mei 1940 ging de filmvoorraad van het bedrijf grotendeels in vlammen op, toen het secretariaat van het IJzerbedevaartcomité in brand werd gestoken. De Landtsheer beweerde later dat Flandria Film daarmee ophield te bestaan. In werkelijkheid trachtte hij het bedrijf tijdens de Tweede Wereldoorlog te reanimeren en leende hij de bedrijfsnaam uit aan derden, die in bezet België films onder de vlag van Flandria Film produceerden. Zo werd in 1944 de Vlaamse nationaalsocialistische film Vlaanderen te weer gedraaid. Toen De Landtsheer in september 1944 wegens collaboratie gevangen werd genomen, kwam er pas echt een einde aan de activiteiten van Flandria Film.